# Carluke
Carluke – miasto w południowej Szkocji, w hrabstwie South Lanarkshire. W 2011 roku liczyło 13 579 mieszkańców.

## Historia
W 1662 roku Carluke uzyskało status royal burgh. Wcześniej ziemie te zajmowane były przez mnichów. W 1695 roku osadę zamieszkiwało sześć rodzin. Rozwój miasta nastąpił w XIX wieku – w 1887 roku liczba mieszkańców sięgnęła 3867. Carluke było ośrodkiem wydobycia węgla i żelaza, kamieniarstwa, cegielnictwa, młynarstwa, cukiernictwa oraz przetwórstwa owoców. 